# Lars Aagaard
Lars Aagaard Møller (ur. 13 sierpnia 1967 w Odense) – duński działacz gospodarczy, menedżer i polityk, od 2022 minister ds. klimatu, energii i zaopatrzenia.

## Życiorys
W 1994 ukończył studia z zakresu administracji publicznej na Uniwersytecie w Roskilde. W młodości był związany z socjalliberalną partią Det Radikale Venstre. Pracował w ministerstwie gospodarki i biznesu, a także jako dyrektor działu środowiska i energii w zrzeszeniu przemysłowym DI. W 2006 został wicedyrektorem, a od 2009 był dyrektorem Dansk Energi, organizacji reprezentującej duńskich producentów energii. Kierował nią nieprzerwanie do 2022. Zasiadł też w zarządach przedsiębiorstwa Velux Danmark i stowarzyszenia branżowego Eurelectric, został też wiceprzewodniczącym zarządu instytutu Teknologisk Institut oraz członkiem duńskiej rady środowiskowej (Det Miljøøkonomiske Råd).
W grudniu 2022 z rekomendacji ugrupowania Moderaterne objął urząd ministra ds. klimatu, energii i zaopatrzenia w koalicyjnym rządzie Mette Frederiksen.